# Egyptens sjuttonde dynasti
Egyptens sjuttonde dynasti varade omkring 1640-1550 f.Kr. Dynastin räknas till Andra mellantiden, även kallad hyksostiden, i det forntida Egypten. Faraonerna av den sjuttonde dynastin styrde från Thebe över Övre Egypten och var rivaler till hyksoskungarna i den femtonde dynastin. Dynastin tog egentligen inte slut omkring 1550 f.Kr. då hyksos besegrades av Ahmose utan övergick då i den artonde dynastin.
Maktkampen i Egypten förklaras i ett litterärt verk om farao Kamose och hans rival hyksoskungen Apepi (Apophis).